# Samuel Bradstreet
Samuel Bradstreet, 3e baronnet (octobre 1738 – 2 mai 1791) est un homme politique, avocat et juge irlandais. Son indépendance d'esprit politique lui vaut le surnom un peu trompeur de « Slippery Sam » . 

## Biographie
Il est le deuxième fils de Simon Bradstreet, 1er baronnet de Kilmainham, Dublin et sa femme et cousine Ellen Bradstreet, fille de Samuel Bradstreet Gowran, Comté de Kilkenny et Elizabeth Agar. En 1773, il succède à son frère aîné Simon en tant que troisième baronnet. Il fait ses études au Trinity College (Dublin) et est ensuite appelé à la barre par le Middle Temple en 1758, devenant conseiller du roi en 1767. 
En 1766, il devient Recorder de Dublin. Il entre à la chambre des communes irlandaise comme député pour la ville de Dublin en 1776, et représente la circonscription jusqu'en 1784, quand il est nommé quatrième juge à la Cour du Banc du Roi (Irlande). Ironiquement, comme plusieurs de ses collègues, Bradstreet, en tant qu’homme politique, s’est opposé à l’augmentation du nombre de juges de la High Court: Elrington Ball fait remarquer avec cynisme qu’une augmentation du salaire et une garantie d'emploi l'ont convaincu de son erreur. Contrairement à la plupart de ses collègues, il est capable de travailler en harmonie avec son juge en chef, John Scott (1er comte de Clonmell), qui l'appelle "mon assistant". 
Il est un bon orateur au Parlement: bien que vaguement associé au Parti patriotique irlandais, il se heurte parfois à Henry Grattan et affirme que les libertés accordées par la Constitution de 1782 sont insuffisantes. Il se targue de l'indépendance d'esprit; Selon Ball, son surnom "Slippery Sam" ne signifie pas qu'il est indigne de confiance, mais plutôt qu'aucun parti ne pourrait jamais compter sur son soutien. 
On le décrit comme ayant un caractère ferme et décisif, une personne dure et excessivement obèse (le juge en chef Scott, lui-même plutôt gros, l'appelait avec désinvolture "le double homme"). 
Le 19 janvier 1771, il épouse Elizabeth Tully, fille du docteur James Tully, médecin de Dublin, et de son épouse Bridget Netterville, cousine éloignée du vicomte Netterville et a quatre fils. Il est décédé chez lui à Booterstown dans le comté de Dublin. Son fils aîné, Simon, lui succède comme baronnet . Sa veuve est décédée en 1799. 